# Lijst van schilderijen in het Rijksmuseum Amsterdam/Fn-Fz
Lijst van schilderijen in het Rijksmuseum Amsterdam met werken van schilders van wie de achternaam begint met de letters Fn t/m Fz. Vermeldingen in het grijs geven aan dat het werk geen deel meer uitmaakt van de collectie van het Rijksmuseum, bijvoorbeeld omdat het in bruikleen gegeven is aan een andere instelling of omdat het teruggegeven is aan de bruikleengever.
| Inventarisnummer | Toeschrijving                                        | Titel                                                                                        | Datering      | Afbeelding |
| ---------------- | ---------------------------------------------------- | -------------------------------------------------------------------------------------------- | ------------- | ---------- |
| SK-A-2120        | Hermanus Fock                                        | Zelfportret                                                                                  | 1786-1810     |            |
| SK-C-1129        | Marcello Fogolino                                    | Maria met het kind en heiligen                                                               | 1510-1520     |            |
| SK-A-1959        | Toegeschreven aan Louis Henri de Fontenay            | Portret van Willem II der Nederlanden                                                        | Ca. 1840      |            |
| SK-A-1941        | Adriaen Fonteyn                                      | De Mosseltrap bij de Roobrug te Rotterdam                                                    | 1657          |            |
| SK-A-3315        | Trant van Melozzo da Forlì                           | Portret van een man                                                                          | Ca. 1910-1935 |            |
| SK-A-3009        | Toegeschreven aan Pier Francesco Foschi              | Portret van een vrouw                                                                        | 1540-1565     |            |
| SK-A-1272        | Jean Fournier                                        | Portret van Margaretha Cornelia van de Poll                                                  | 1750          |            |
| SK-A-1272        | Jean Fournier                                        | Portret van Willem Sautijn                                                                   | 1734          |            |
| SK-A-3011        | Fra Angelico                                         | Madonna van nederigheid                                                                      | Ca. 1440      |            |
| SK-A-3376        | Omgeving van Fra Bartolommeo                         | De heilige familie met de kleine Johannes                                                    | Ca. 1505-1515 |            |
| SK-A-3406        | Omgeving van Fra Galgario                            | Portret van een oude dame                                                                    | 1720-1750     |            |
| SK-A-2323        | Lucas Franchoys (II)                                 | Portret van François Vilain de Gand, bisschop van Doornik                                    | 1646-1666     |            |
| SK-A-3432        | Toegeschreven aan Giovanni da Francia                | Madonna van de nederigheid                                                                   | 1429-1439     |            |
| SK-A-2155        | Christoffel Frederik Franck                          | Zelfportret                                                                                  | 1800-1818     |            |
| SK-C-286         | Frans Francken (II)                                  | De geschiedenis van de verloren zoon                                                         | 1600-1620     |            |
| SK-A-111         | Frans Francken (II)                                  | Allegorie op het Christuskind als het lam Gods                                               | 1616          |            |
| SK-A-112         | Frans Francken (II)                                  | Allegorie op de troonsafstand van keizer Karel V te Brussel                                  | Ca. 1630-1640 |            |
| SK-A-3817        | Jan Frank                                            | Portret van Dirk Fock                                                                        | 1925          |            |
| SK-A-3819        | Jan Frank                                            | Portret van Bonifacius Cornelis de Jonge                                                     | Ca. 1935      |            |
| SK-A-3815        | Jan Franken                                          | Portret van Alexander Willem Frederik Idenburg                                               | 1909-1915     |            |
| SK-A-4911        | Jan Franken Pzn.                                     | Portret van R.M. Rodjana                                                                     | 1910-1950     |            |
| SK-A-2685        | Eduard Frankfort                                     | De actrice Esther de Boer-van Rijk als Kniertje in 'Op hoop van zegen' van Herman Heijermans | 1913          |            |
| SK-A-3081        | Pierre Edouard Frère                                 | Het avondgebed                                                                               | 1857          |            |
| SK-A-4552        | Toegeschreven aan Franciscus Josephus Fricot         | Portret van Reinier de Klerk                                                                 | 1779          |            |
| SK-A-53          | Toegeschreven aan Jacques Antoine Friquet de Vauroze | Het mystieke huwelijk van de heilige Catharina                                               | 1650-1720     |            |
| SK-A-3304        | Eugène Fromentin                                     | Boerenerf met vee                                                                            | 1849          |            |